# Dieter Schumann (Regisseur)
Dieter Schumann (* 22. Juni 1953 in Ludwigslust) ist ein deutscher Dokumentarfilm-Regisseur, Autor und Produzent.

## Leben
Dieter Schumann wuchs in Ludwigslust im DDR-Bezirk Schwerin auf.
Schumann ging mit siebzehn Jahren zur See und studierte später an der Filmuniversität Babelsberg Regie. Seit 1983 arbeitet er als Regisseur für Kino und Fernsehen.
Bekannt wurde er durch den Rockreport flüstern & SCHREIEN, der Einblicke in die Underground-Musikszene der DDR bietet und den Schumann von 1985 bis 1988 für die DEFA geplant und gedreht hat. Er wurde 1988 in den Kinos der DDR gezeigt und stellte dort ein Novum dar, da er die widersprüchlichen Lebenswelten der Vorwendezeit realistisch darstellte. Der Film machte die alternative Musik der DDR auch außerhalb ihrer Grenzen bekannt und erhielt internationale Anerkennung. So zeichnen Schumanns Filme sich insbesondere durch große Nähe zum Lebensalltag seiner Protagonisten aus.
Von 1990 an baute Schumann die kulturelle Filmförderung und das Landesfilmzentrum Mecklenburg-Vorpommern auf und war 1991 Gründungsdirektor des FILMKUNSTFEST MV. Bis 2001 fungierte er als Leiter des Landesfilmzentrums, um sich ab 2002 wieder voll dem künstlerischen Schaffen zu widmen.
Der Film Wadans Welt – Von der Würde der Arbeit über den Niedergang der Wismarer Waden-Werft wurde vielfach ausgezeichnet. Dabei wurde ihm allerdings von der Wochenzeitung Die Zeit vorgeworfen, Verhältnisse zu verklären, statt sich auf die Suche nach Ursachen zu begeben.
Darüber hinaus wurde er vom Ministerpräsidenten Erwin Sellering für seine Verdienste um die Film- und Kulturlandschaft im Norden mit dem Landeskulturpreis Mecklenburg-Vorpommern ausgezeichnet.
Schumann übernimmt 2020 die Co-Leitung der staatlichen Filmförderung Mecklenburg-Vorpommern. Im Jahr 2024 lief sein Dokumentarfilm Dann gehste eben nach Parchim – Von der Leidenschaft des jungen Theaters auf dem Internationalen Dokumentarfilmfestival München.

## Filmografie (Auswahl)
- 1988: flüstern & SCHREIEN: Regie, Drehbuch[7]
- 1989: Leben auf der Fischerkoppel: Regie, Drehbuch
- 2003: Mit Laib und Seele: Regie, Idee, Produzent
- 2010: Wadans Welt: Regie, Drehbuch, Produzent
- 2012: Tanz des Lebens: Regie, Drehbuch
- 2015: Weltbahnhof mit Kiosk: Regie, Drehbuch
- 2017: Neben den Gleisen: Regie, Drehbuch
- 2023: Dann gehste eben nach Parchim – Von der Leidenschaft des jungen Theaters

## Preise (Auswahl)
- Ludwig - Reinhard - Kulturpreis (2008)
- Deutscher Dokumentarfilmpreis DOK.fest München (2011)
- Hauptpreis Dokumentarfilmwettbewerb FILMKUNSTFEST MV für Wadans Welt (2011)
- Kulturpreis des Landes Mecklenburg-Vorpommern (2014)[8]
- Grimme-Preis-Nominierung (2016)
- Preis „NDR Sehstern“ für die beste Dokumentation des NDR 2015
- „Lobende Erwähnung“ für Neben den Gleisen - DokLeipzig (2016)

## Belege
1. ↑  Vita. In: dieter-schumann.com. Abgerufen am 6. März 2025 (deutsch).
2. ↑  Gebrüder Beetz: Wadans Welt (Memento des Originals vom 22. Dezember 2015 im Internet Archive)  Info: Der Archivlink wurde automatisch eingesetzt und noch nicht geprüft. Bitte prüfe Original- und Archivlink gemäß Anleitung und entferne dann diesen Hinweis.
3. ↑  Philip Faigle: Der geschönte Blick auf die Maloche, in: Die Zeit vom 17. Mai 2011
4. ↑  svz Newsticker vom 19. November 2014
5. ↑  ESKA: Filmförderung Mecklenburg-Vorpommern: Drei Millionen für Filme made in MV  | svz.de. In: svz. (svz.de [abgerufen am 6. März 2025]).
6. ↑  DANN GEHSTE EBEN NACH PARCHIM – VON DER LEIDENSCHAFT DES JUNGEN THEATERS. In: dokfest-muenchen.de. Abgerufen am 6. März 2025.
7. ↑  Yumpu.com: FLÜSTERN & SCHREIEN - PROGRESS Film-Verleih. Abgerufen am 6. März 2025.
8. ↑  Oberbürgermeisterin gratuliert Filmemacher Dieter Schumann zum Kulturpreis - Landeshauptstadt Schwerin. In: schwerin.de. 27. November 2014, abgerufen am 24. Januar 2023.

| Personendaten    | Personendaten              |
| ---------------- | -------------------------- |
| NAME             | Schumann, Dieter           |
| KURZBESCHREIBUNG | deutscher Dokumentarfilmer |
| GEBURTSDATUM     | 22. Juni 1953              |
| GEBURTSORT       | Ludwigslust                |